# Paul Duris
Pour les articles homonymes, voir Duris.
Paul Duris, marin français, né le 9 mars 1850 à Châteauroux, est mort et enterré sur l'île Campbell (Nouvelle-Zélande) le 22 septembre 1874 lors de l’expédition d’observation du transit de Vénus devant le Soleil.

## Expédition d’observation dutransit de Vénus de 1874
En 1874, l’académie des Sciences diligente plusieurs expéditions dans la zone favorable d’observation.
Trois se rendront dans des stations de l’hémisphère nord (Pékin, Yokohama et Saïgon), trois autres gagneront l’hémisphère sud (Nouméa, l’île Campbell et l’île Saint-Paul). 
L’expédition  de l’île Campbell sera dirigée par Jean Jacques Anatole Bouquet de la Grye. 
En 1873 est organisée une mission de reconnaissance : La frégate de la marine nationale la Vire, commandée par le capitaine Jacquemart, vient reconnaître les lieux et y séjourne un mois. La toponymie de l’Ile de Campbell a été profondément marquée par ce premier passage.
Paul Duris, ouvrier mécanicien de la marine nationale (matricule 33398/2 à la division de Brest) a été sélectionné pour cette expédition ; Il sera en particulier envoyé à partir de janvier 1874 chez Eichens, à Paris, pour y suivre le démontage des gros instruments.
Il embarque le 4 mars 1874 à Brest sur le transport Orne avec une partie de l’équipe technique. Après un arrêt en rade de l’île d’Aix pour embarquer 262 condamnés au bagne à l’île des Pins (sans doute des déportés de la Commune de Paris (1871)), provenant du dépôt de l’île de Ré, l’Orne continue par le cap de Bonne Espérance et touche Nouméa le 16 juillet. Là les hommes et le matériel embarquent sur la Vire le 3 août pour Sydney. 
De son côté Bouquet de la Grye et les scientifiques de l’expédition partirent eux de Marseille, le 21 juin 1874, sur le Sindh des Messageries Maritimes pour se rendre à Sydney par Singapour, Batavia, le détroit de Torrès et la route intérieure le long de la côte d'Australie. A Batavia la mission s'embarque sur le Jeddah, pour continuer sa route vers Sydney, où elle arriva le 21 août.
La Vire, récupère à Sydney les observateurs et les derniers approvisionnements et appareille le 2 septembre pour l'île Campbell.
Le 9 septembre, elle atteint l’île Campbell, et le 10 l’expédition s’abrite dans une profonde entaille de la côte Est : la baie de la Persévérance.
Le débarquement s'opéra sans difficulté. Malgré les conditions atmosphériques exécrables, les cabanes du village de Kervenus (ainsi baptisé à l'avance par les matelots bretons de la Vire) et les instruments d’observation sont installés. 
Le jour du transit (le 9 décembre 1874), la couverture nuageuse typique de l'île ne permit pas, malheureusement, d'observer le phénomène : le jour du passage, le ciel reste désespérément bouché, le soleil invisible : c’est un échec.

## Tombe de Paul Duris
Lors du voyage sur l’Orne l'un des maîtres, le quartier maître Hamet charpentier contracte la fièvre typhoïde : il est laissé en Nouvelle-Calédonie. Paul Duris tombe lui malade le jour du départ de Sydney et il succombe le 22 septembre sur l'île Campbell. Un autre membre, le charpentier Mangin, sera atteint de la même maladie, mais il en réchappera.
Paul Duris fut enterré par l’équipage de la Vire au lieu-dit « Duris Point » sur l’Ile Campbell.
Celle-ci a été redécouverte après 18 ans de recherche par une équipe menée par le ranger Norman Judd en 1993. 
Dès sa restauration par les découvreurs, une barrière a été mise en place pour écarter les lions de mer, une plaque y a été apposée gravée au nom de Paul Duris, la croix de fer établie à l’origine par l’équipage a été remise en place : par contre elle souffre d’une oxydation rapide. Une prière a été lue sur la tombe, prière adaptée par le Chapelain du "New Zealand Meteorological Service" et transmise par radio. Depuis, elle fait l’objet de visites et d’attentions de la part des différents visiteurs de l’île.

## Cérémonie du 11 mars 2018
Une cérémonie pour rendre hommage à Paul Duris a réuni, autour de sa tombe, des membres de l’équipage du HMNZS Wellington (navire qui a assuré la logistique de cette mission) et son aumônier Peter Olds, un officier représentant la Marine Nationale l’aspirant Alexander Moisset (premier officier de la Marine Nationale à se rendre sur l'Ile Campbell depuis l’expédition d'observation du transit de Vénus en 1874), Kathryn Pemberton ranger du Department of Conservation de Nouvelle Zélande, Matt Schmidt archéologue de Heritage New Zealand et enfin Norman Judd.
A cette occasion ont été apposées une plaque commémorative en souvenir de Paul Duris, une cocarde pour « tombe isolée » du Souvenir Français et enfin une réplique de la croix de la tombe (l’original qui a été récupéré en janvier 2018 est en cours de restauration au Otago Museum Conservation Lab).
La plaque commémorative (gravée en français et en anglais) et la cocarde tricolore ont été fournies par la délégation générale du Souvenir Français pour la Nouvelle Zélande tandis que la nouvelle croix chrétienne fut réalisée et gracieusement offerte par Bill et Michelle Clark, de la société Forged and Crafted située Roxburgh, Central Otago.

## Famille de Paul Duris
Paul Duris est originaire de Châteauroux. Il est le fils de Geneviève Louise Firmin et de François Jacques Duris, foulonnier, qui ont résidé rue des marins puis 46 rue Bouquerie.
C’est le dernier d’une fratrie de 2 filles et 3 garçons tous nés à Châteauroux : Clara (le 11 mars 1829), Jacques (le 28 mars 1833), Samuel (le 15 janvier 1836) et Philomène (le 3 mars 1838).
Il n’était pas marié, pas d’enfant connu et aucun membre des descendants de ses frères et sœurs n’a pu être identifié.

## Source et références
1. ↑  « Kantoor huren - Kantoor huren of bedrijfsruimte huren », sur transitofvenus.nl (consulté le 9 juin 2023).
2. ↑  Archives de l'Académie des Sciences : Carton 1645 # Courrier du 29 août 1873 : Personnel à mettre à la disposition de la commission d’observations du passage de Venus.
3. ↑  Archives de la Marine Nationale Vincennes : BB4-978 : Rapport circonstancié sur le voyage de l’Orne de Brest en Calédonie : Nouméa, le 20 juillet.
4. ↑  La Marine et l’observation du Passage de Venus sur le soleil (9 décembre 1874): Extrait de la Revue Maritime et Coloniale : Paris, Berger-Levrault et C°, 1875
5. ↑  http://duris.free.fr découverte de la tombe de Paul Duris